# 北港通
北港通（ほっこうどおり）とは、大阪市内を東西に走る道路の一つ。

## 概要
区間は大阪市此花区のユニバーサルスタジオ西交叉点から福島区の野田阪神前交叉点までで、大阪市道福島桜島線の大半を占める。
西側では舞洲方面へ至る此花大橋と接続している。
ほとんどの区間が片側3車線の6車線道路となっている。また、全線にわたり、JR西日本 大阪環状線とゆめ咲線（桜島線）が並行している。

## 沿線情報
此花区
- 日本製鉄瀬戸内製鉄所阪神地区
- ユニバーサル・スタジオ・ジャパン
- 住友金属工業関西製造所
- 住友電工大阪製作所
- 新大阪郵便局
- 此花郵便局
- 此花警察署
- 此花区役所
- 千鳥橋駅
- 此花図書館

福島区
- 福山通運大阪流通センター
- 福島警察署
- 福島区役所
- 福島図書館
- 福島消防署
- 野田阪神駅
- 野田駅（阪神電鉄）

## 接続するおもな道
此花区
- 大阪市道福島桜島線（桜島2丁目方面） - ユニバーサルスタジオ西交叉点
- 阪神高速道路2号淀川左岸線 - ユニバーサルシティ出口・島屋出入口・島屋東入口
- 国道43号 - 梅香交叉点
- 大阪市道福島桜島線（西九条駅・福島4丁目方面）

福島区
- 大阪市道九条梅田線 - 吉野交叉点
- 国道2号・新なにわ筋（大阪府道29号大阪臨海線） - 野田阪神前交叉点

野田阪神前交叉点以東は曽根崎通（国道2号）